# Amazona martinicana
El loro de Martinica o amazona de Martinica (Amazona martinicana) es una especie extinta de loro del género Amazona, y que habitó en la isla de Martinica, en el mar Caribe. 

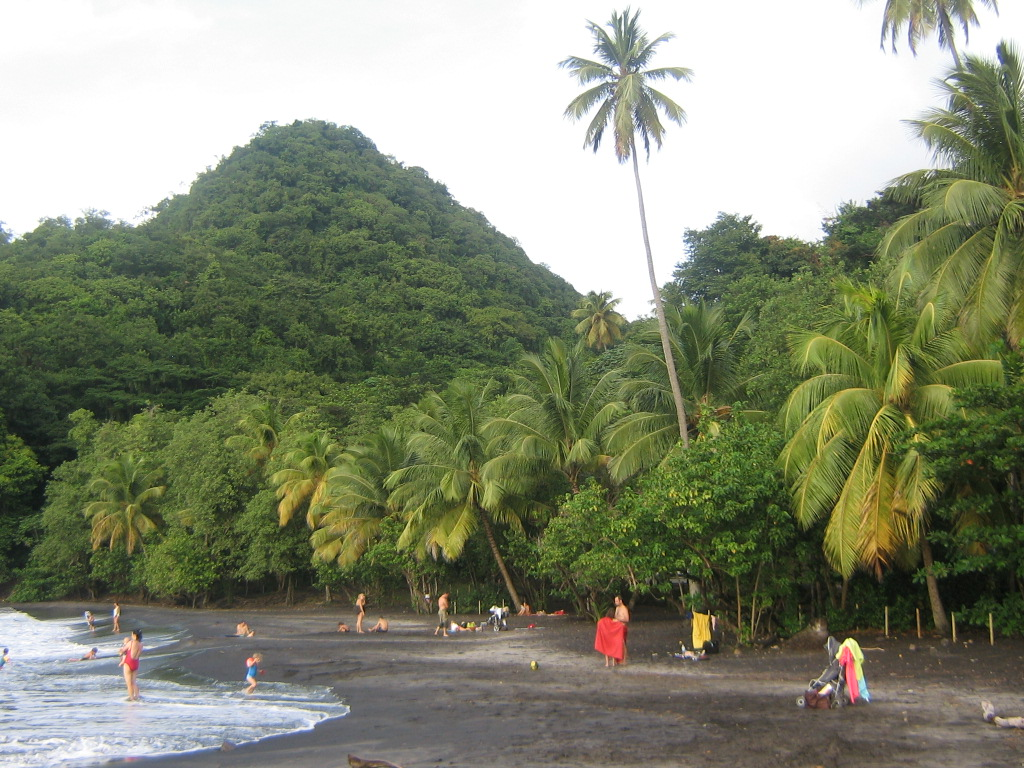
El hábitat de esta especie.

## Distribución
Esta especie era endémica de la isla de Martinica, en aguas del mar Caribe, la cual forma un departamento de ultramar de Francia, a la cual pertenece desde 1635. Esta isla, montañosa y de origen volcánico, se ubica al norte de Santa Lucía, y se la incluye en el grupo de las llamadas Antillas Menores y, dentro de este archipiélago, pertenece al grupo de las llamadas islas de Barlovento. La superficie total de Martinica es de 1100 km².

## Descripción
Esta especie extinta probablemente se parecía mucho al loro imperial (Amazona imperialis), excepto que era más grande y tenía en el área de la corona una mancha de plumas de color rojo.
Su existencia fue dada a conocer por el padre Jean-Baptiste Labat en 1742, y en 1779 por Georges-Louis Leclerc de Buffon. Sobre la base de estas descripciones, fue descrita para la ciencia por Austin Hobart Clark en 1905.

## Extinción
El padre Jean-Baptiste Labat en 1742 escribió que «si tengo que dar una descripción de su abundancia diría que es un loro muy común», por lo que la especie debe haber disminuido muy rápidamente hasta llegar a la extinción en la segunda mitad del siglo XVIII. Las causas de esta rápida desaparición no son bien conocidas.
Al no haberse podido conservar algún ejemplar en un museo, es muy difícil llegar a establecer cuales eran las relaciones taxonómicas de este loro, por lo que se lo puede tratar de igual modo sólo como un taxón, o también entre las especies hipotéticas.